# مدفوع چرب
اسهال چرب (انگلیسی: Steatorrhea) یا چرب‌پیخالی  به حالتی گفته می‌شود که در آن میزان چربی مدفوع بیش از حد عادی باشد. برای این حالت نام‌های دیگری نیز چون «مدفوع چرب، چرب‌سرگینی، چربی‌ریزی، چرب‌پیخالی، و استئاتوره» استفاده می‌شود.
مدفوع در این حالت ظاهری چرب دارد و معمولاً بسیار بدبو است و ممکن است شناور شود. نشت چربی از مقعد بیمار نیز ممکن است رخ دهد.
اسهال چرب با حجم زیاد و براق از عوارض اسهال‌های مزمن و طولانی‌مدت است. اسهال چرب، سبب ایجاد اختلال شدید در فرآیند جذب ویتامین‌های محلول در چربی می‌شود. در نتیجه، چنین بیمارانی دچار کاهش میزان جذب ویتامین‌های محلول در چربی می‌شوند. این بیماران همچنین به علت از دست دادن خون و نیز عدم جذب مواد غذایی، مستعد ابتلاء به کم‌خونی هم هستند. همچنین این افراد به علت دردهای شکمی پس از خوردن غذا، از خوردن ترس و نفرت دارند.
نارسایی در رشد به علت سوءتغذیه پروتئین از دیگر عوارض آن در کودکان در حال رشد است. همچنین میزان پروتئین یا اسیدهای آمینه به تدریج در این افراد کاهش می‌یابد خون رقیق می‌شود و مایع پلاسمای خون به دورن مایع اکسترا سلولی شیفت می‌یابد و بیمار به خیز (ورم دست و پا) و آسیت شکمی دچار می‌شود. در مواردی این افراد به علت تکرر در دفع به خونریزی دچار می‌شوند اما در عین حال دفع آنها کامل نیست و پس از تکمیل دفع، مجدداً احساس دفع دارند.
اسهال به طور کلی، به عنوان افزایش وزن مدفوع (بیش از ۲۰۰ گرم در روز) تعریف می‌شود. در اسهال معمولاً قوام مدفوع کاهش یافته و دفعات، فوریت و بی‌اختیاری مدفوع نیز رخ می‌دهد. اما در اسهال چرب، افزایش میزان چربی در مدفوع و همچنین شلی و چسبندگی مدفوع نیز به علائم بالا افزوده می‌شود. این نوع از اسهال در بسیاری از اختلالات صفراوی مشاهده می‌شود که علت آن عدم جذب صحیح چربی‌ها در روده باریک است. عدم جذب صحیح چربی‌ها منجر به افزایش میزان چربی در مدفوع می‌شود. افزایش میزان چربی مدفوع، باعث ایجاد حالتی شل در مدفوع می‌شود.